# Большая Боотанкага
Большая Боотанкага (также Большая Ботанкага) — река в России, на полуострове Таймыр, левый приток Верхней Таймыры. Протекает в ненаселённой местности Таймырского Долгано-Ненецкий района Красноярского края. В верхнем течении, до впадения реки Продольной, называется Боотанкага (Ботанкага). Длина реки 154 км, площадь бассейна 2230 км².
По реке проходит граница Государственного природного биосферного заповедника «Таймырский».

## Течение
Большая Боотанкага берёт исток в среднегорье, к юго-востоку от Топографической гряды гор Бырранга. Направление русла последовательно меняется с северо-восточного на восточное и юго восточное. Протекает через основной хребет гор Бырранга, в зоне сплошного распространения вечной мерзлоты. Впадает в Верхнюю Таймыру в 91 км от её устья. Русло реки умеренно извилистое, в верховье его ширина около 10 м, в среднем течении ширина русла доходит до 45—60 м, в нижнем — до 75 м. Скорость течения 1,3-1,6 м/с. На берегах реки отмечаются кустарниковые заросли, более обширные участки заняты горными лугами, встречаются холодные гольцовые пустыни.

## Притоки
Объекты перечислены по порядку от устья к истоку.
- 19 км: река без названия
- 29 км: река без названия
- 36 км: река без названия
- 37 км: река Левли
- 42 км: река без названия
- 59 км: река без названия
- 80 км: река без названия
- 84 км: река без названия
- 88 км: река Попутная
- 104 км: река Продольная
- 117 км: река без названия
- 131 км: река без названия